# Teucholabis inouei
Teucholabis inouei là một loài ruồi trong họ Limoniidae. Chúng phân bố ở miền Cổ bắc.